# Prompter
| (1) Videokamera        | (2) Umhüllung               |
| (3) Videomonitor       | (4) Halbreflektiver Spiegel |
| (5) Aufgenommenes Bild | (6) Gespiegelter Text       |

Schema:

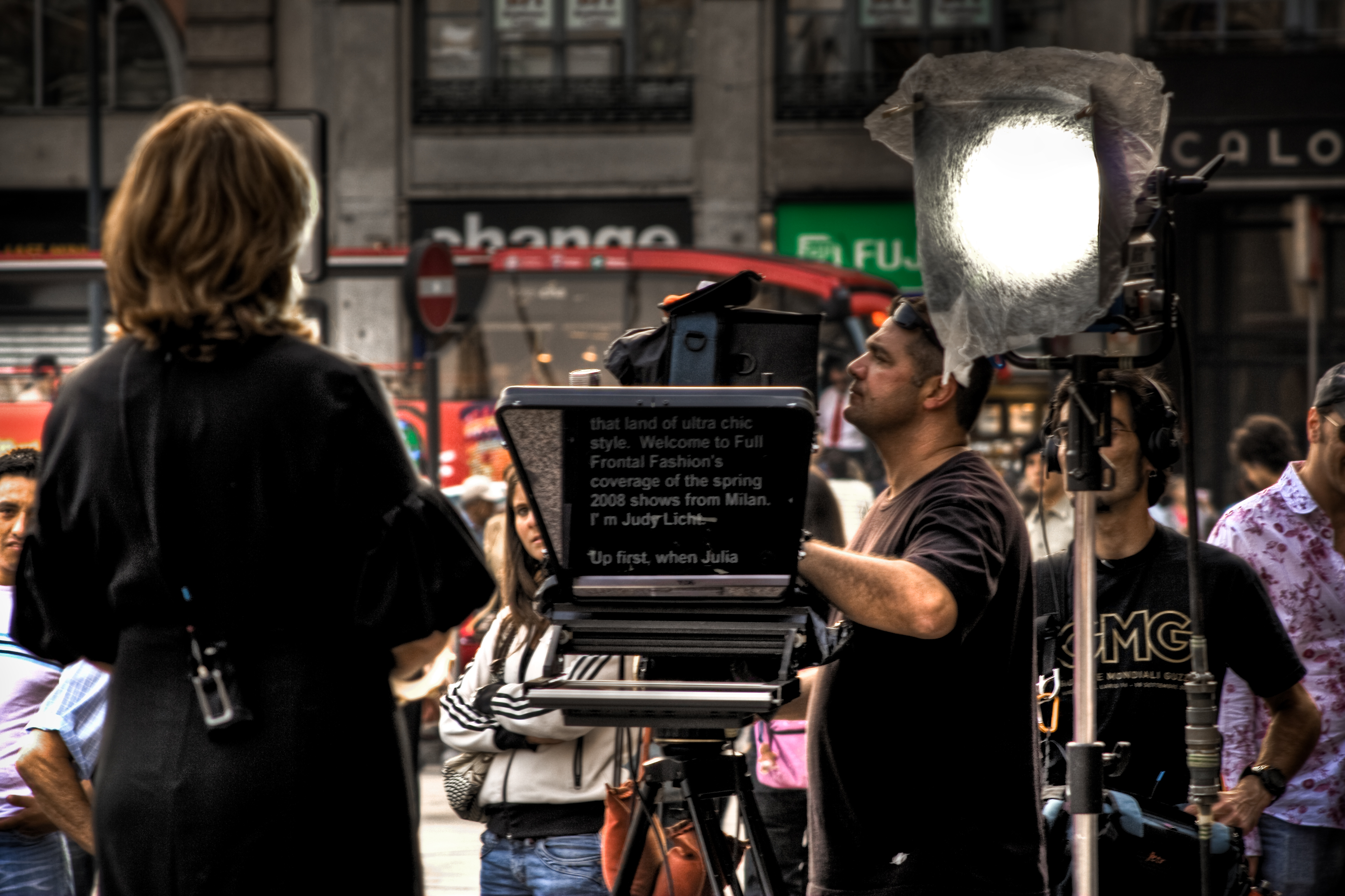
Reporterin mit Teleprompter in der Kamera

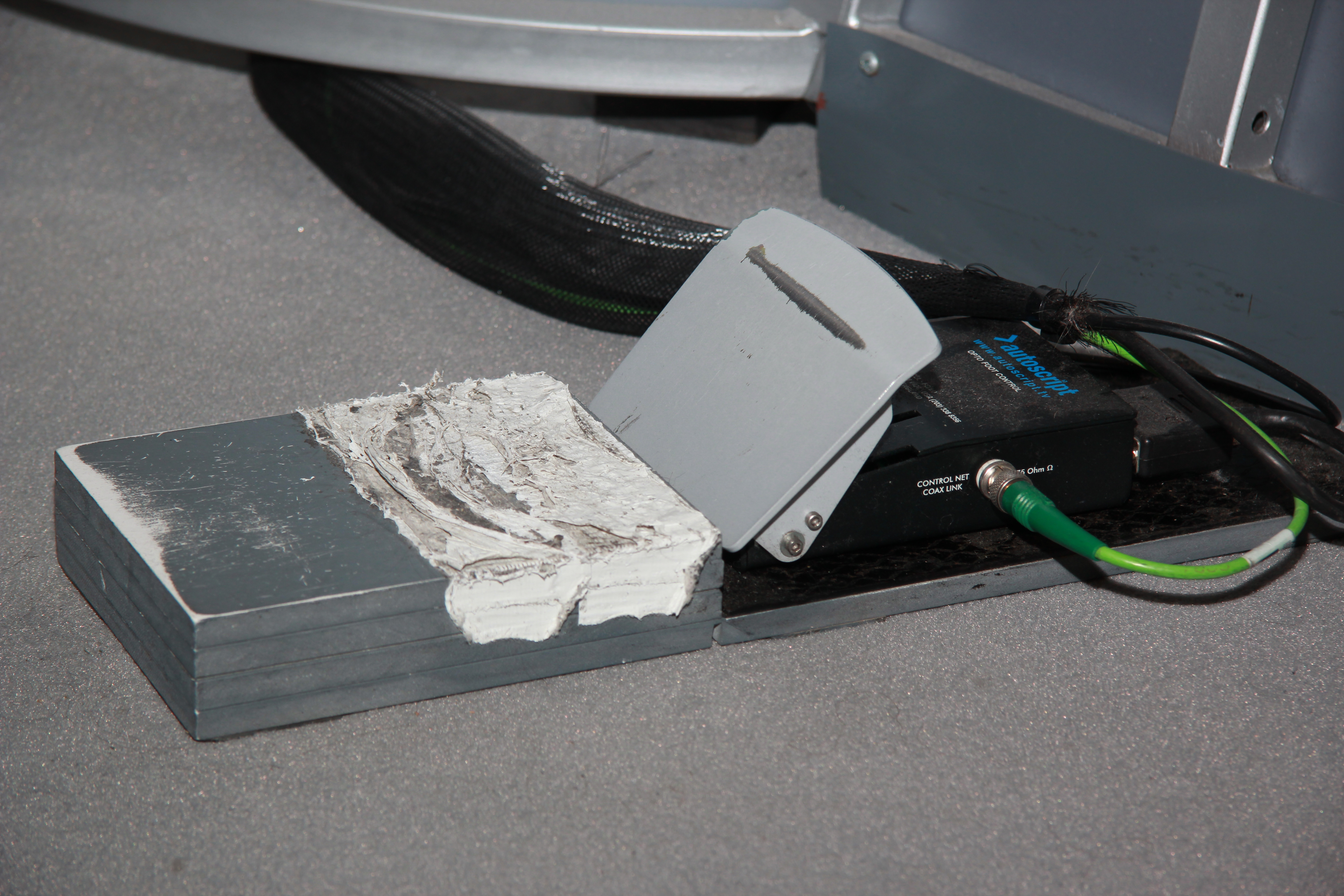
Pedal zur Steuerung der Geschwindigkeit

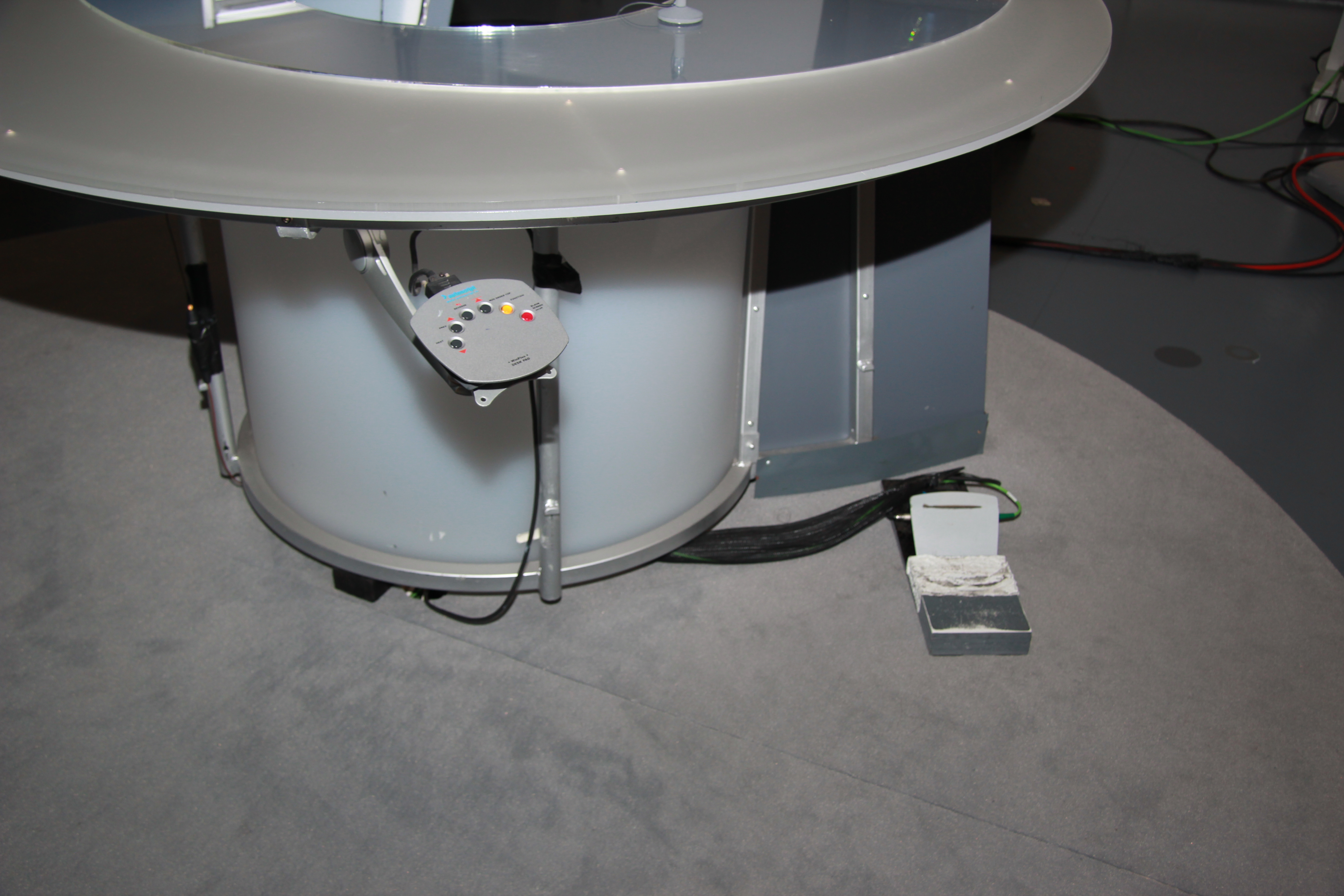
Bedienungselemente am Sendetisch

Der Prompter, auch Teleprompter (englisch für „Souffleuse“; von lat. promptus „entschlossen, bereit“), manchmal auch Autocue (Markenname der gleichnamigen englischen Firma), ist ein technisches Hilfsmittel, das vor allem bei Fernsehproduktionen, seltener bei Filmproduktionen sowie Vorträgen und Reden verwendet wird, um beim Zuschauer den Eindruck von Blickkontakt und freiem Sprechen zu erwecken, obwohl der Redetext abgelesen wird.

## Funktionsweise
Im Fernsehstudio wird heutzutage unter oder über das Kameraobjektiv ein Monitor montiert, der den Text spiegelverkehrt anzeigt.
Über einen Einwegspiegel vor dem Objektiv kann der Moderator davon ablesen, ohne den Blick von der Kamera zu nehmen. Die Qualität des Kamerabildes wird durch diese Vorrichtung nur unwesentlich beeinflusst, die Beeinträchtigung kann leicht von der Kamera ausgeglichen werden. Eine Verkleidung sorgt für einen – aus Sicht des Sprechers – gleichmäßig dunklen Hintergrund und verhindert, dass seitlich einfallendes Licht ins Objektiv gespiegelt wird.
Bei Vorträgen und Reden werden zwei leicht getönte Glasscheiben im rechten und linken Bereich des Gesichtsfeldes des Redners auf Ständern montiert, die dazugehörenden Monitore bzw. Projektoren stehen auf dem Fußboden. Auf diese Weise kann der Redner zum einen durch ständiges Wenden des Kopfes das ganze Publikum ansprechen, zum anderen bleibt in der Mitte ein ungehinderter Blick frei für Kameras der Presse.

## Geschichte
Der US-Amerikaner Hubert Schlafly (1919–2011) erfand in den 1950er Jahren gemeinsam mit Irving B. Kahn den Teleprompter. Seit dieser Zeit werden sie gebaut und verwendet. Einfache Tafeln mit Text zum Ablesen sind schon seit den frühen Jahren des Tonfilms bekannt (Cue Cards).

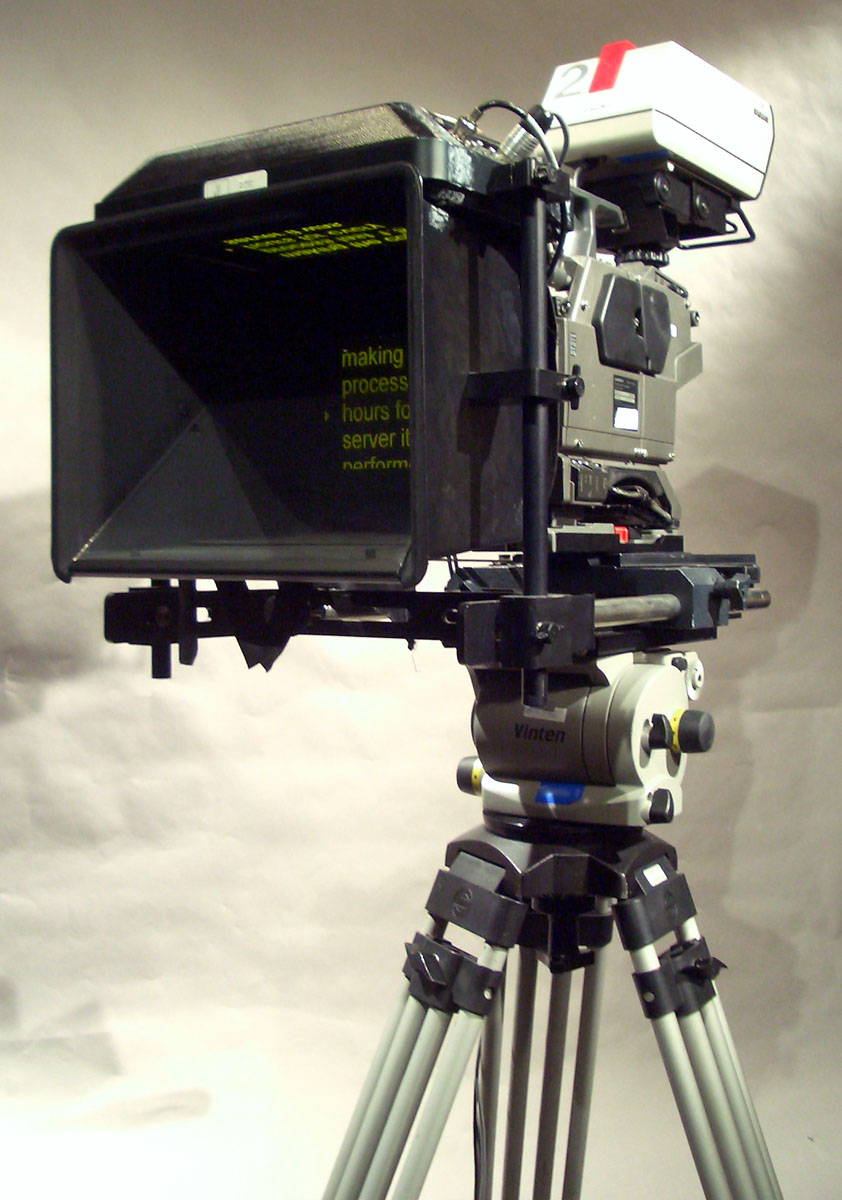
Teleprompter mit oben liegendem Flachbildschirm
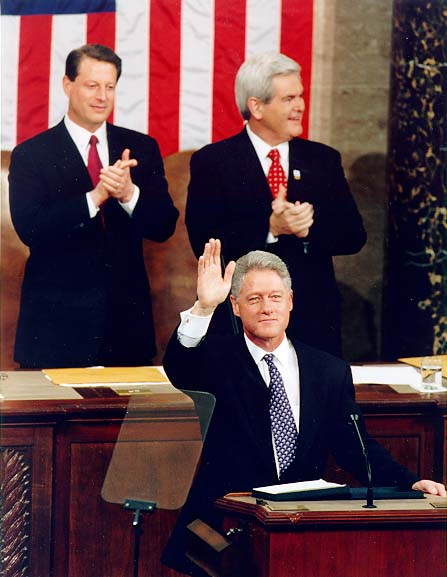
Glasscheibe (links vorn) eines Prompters
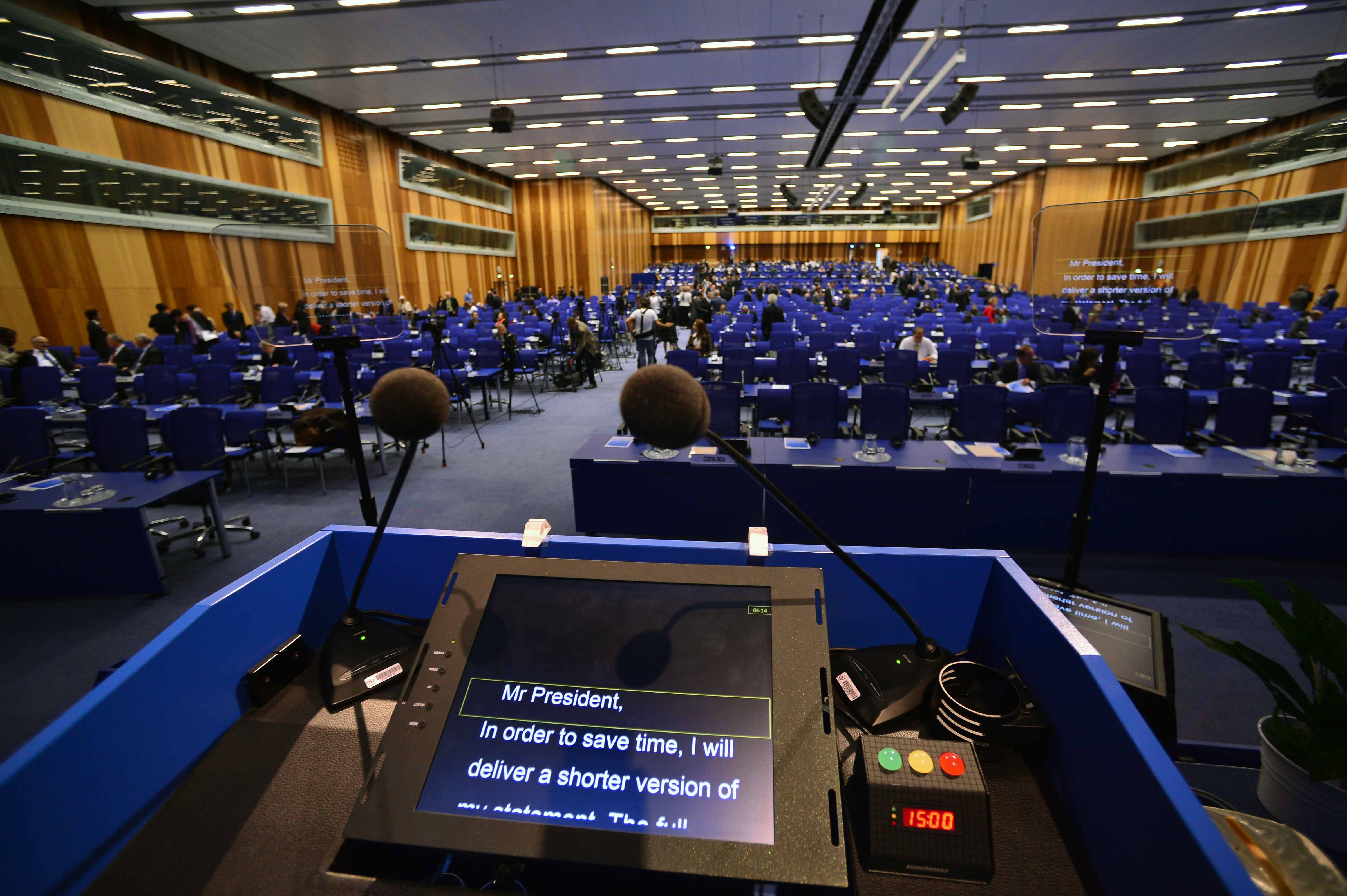
Glasscheibe mit Text